# San Miguel de Cozumel
San Miguel de Cozumel is de hoofdplaats van het eiland en de gemeente Cozumel, in de Mexicaanse deelstaat Quintana Roo. San Miguel heeft 71.401 inwoners (census 2005).
De stad werd in de 19e eeuw gesticht door bewoners van het schiereiland Yucatán die het vasteland wegens de Kastenoorlog waren ontvlucht. Door middel van de Internationale Luchthaven van Cozumel en een veerdienst wordt San Miguel met het vasteland verbonden.